# Spalgis epeus
Spalgis epeus är en fjärilsart som beskrevs av John Obadiah Westwood 1851. Spalgis epeus ingår i släktet Spalgis och familjen juvelvingar. Inga underarter finns listade i Catalogue of Life.

## Bildgalleri

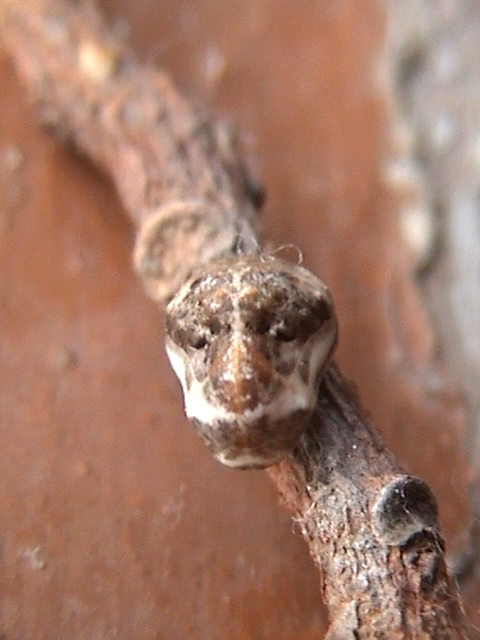
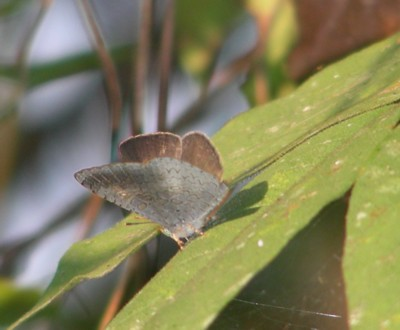
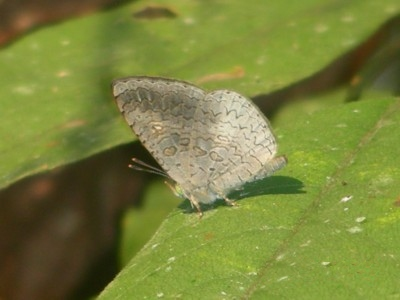
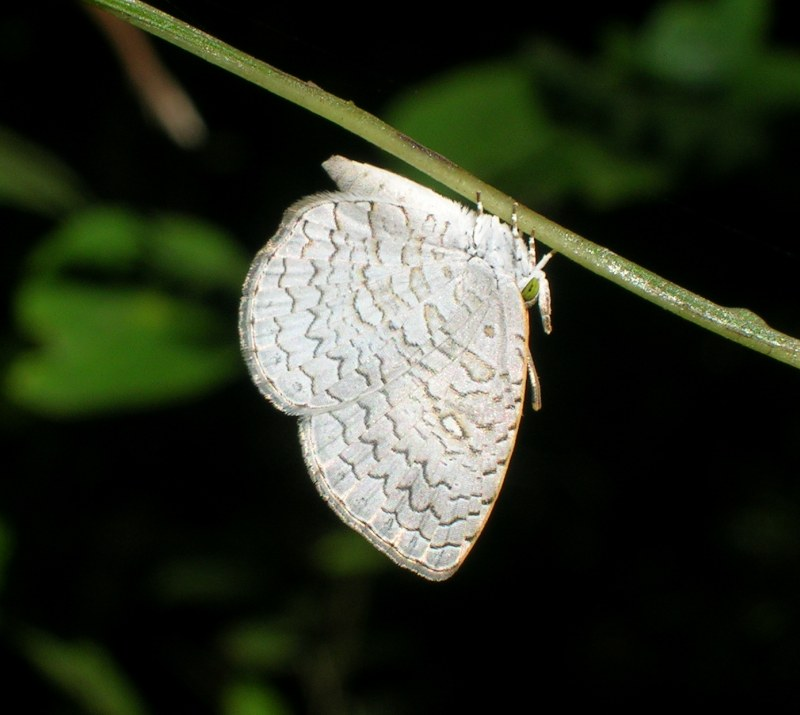
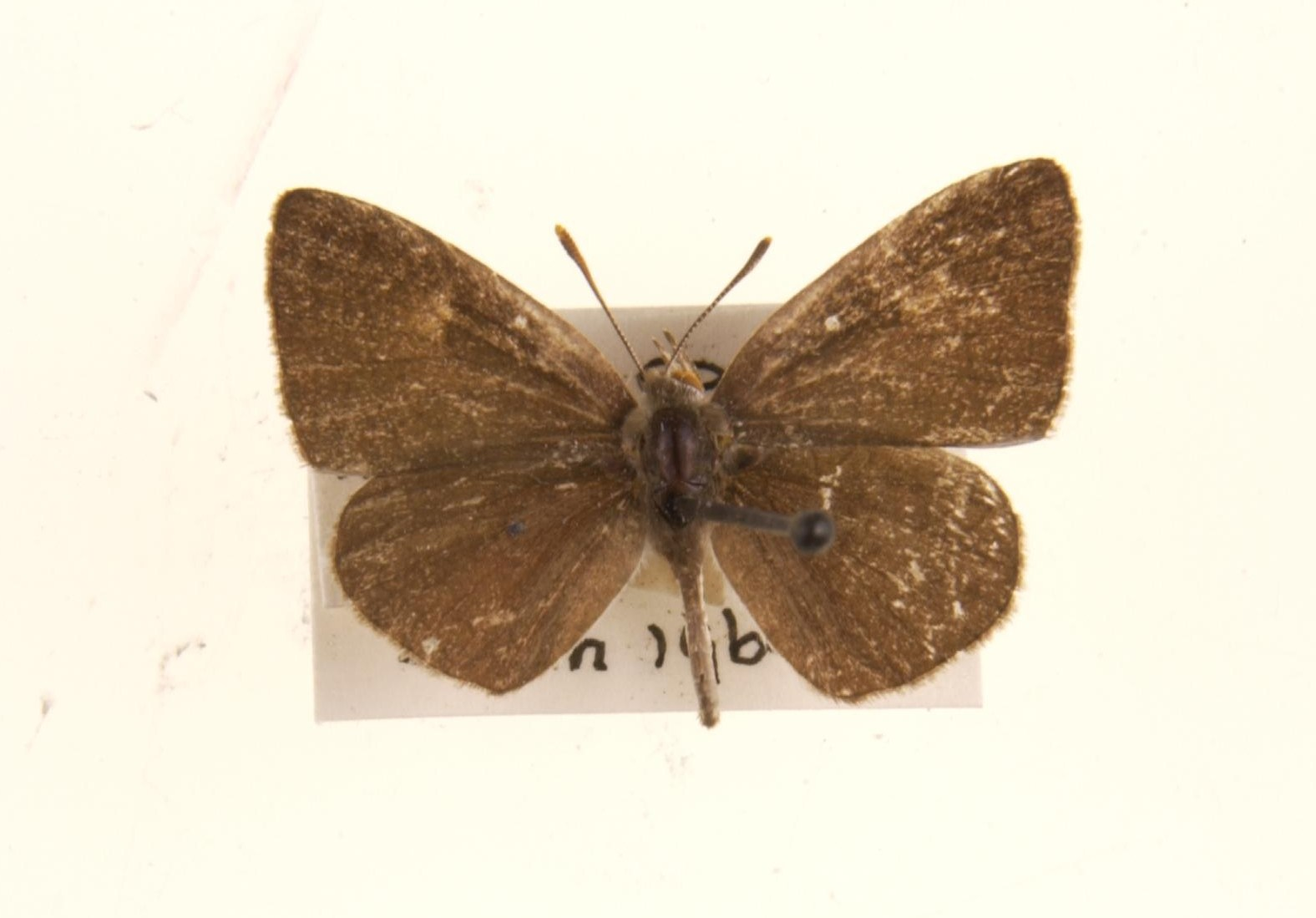
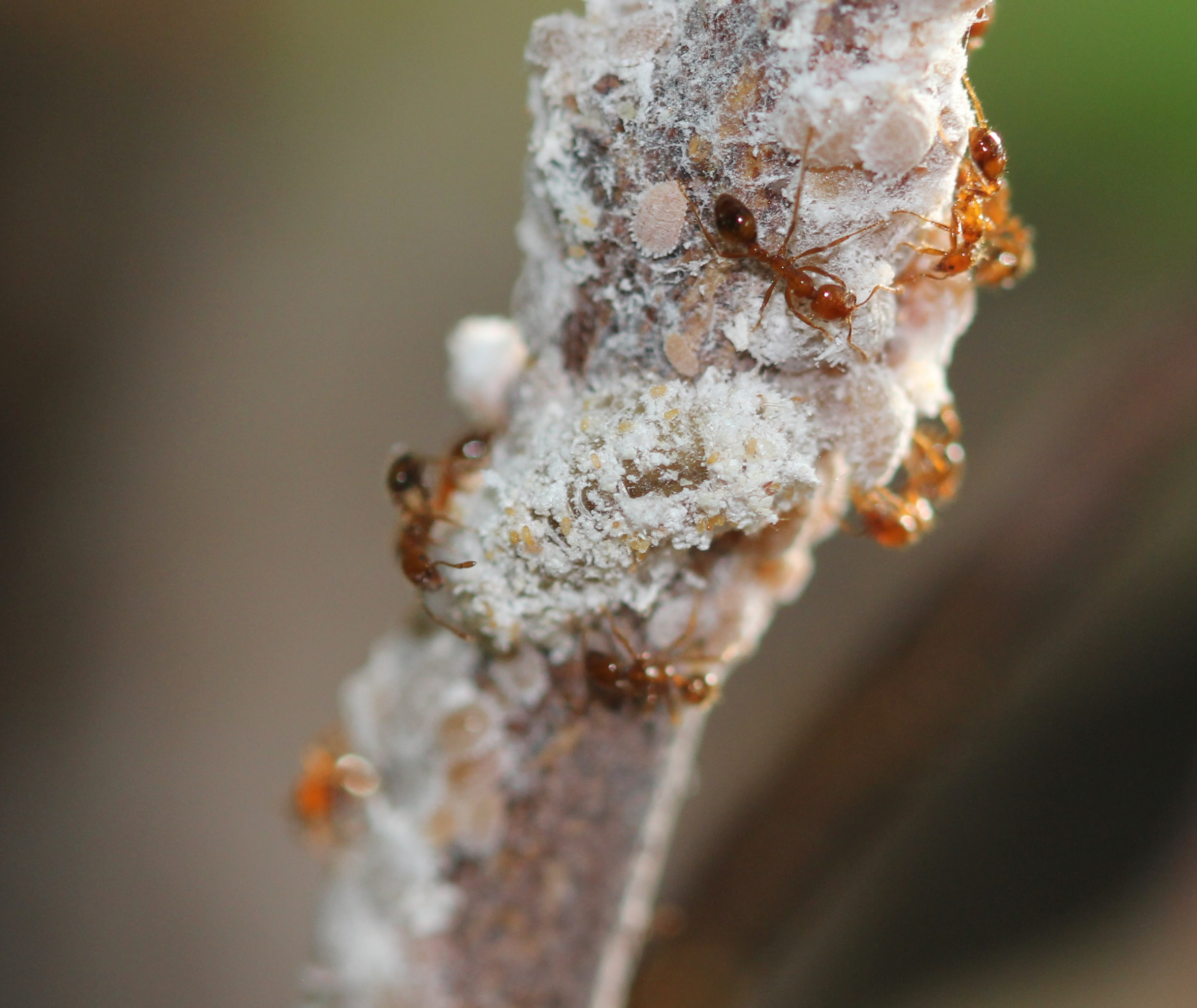